# Palau Municipal d'Esports de Barcelona
El Palau Municipal d'Esports de Barcelona és un edifici que ocupa una illa de cases al recinte de l'Exposició Internacional de 1929 a la muntanya de Montjuïc, catalogat com a bé amb elements d'interès (categoria C).

## Història i descripció
Projectat pels arquitectes Josep Soteras i Llorenç García-Barbón, va ser inaugurat el 1955 per als II Jocs del Mediterrani amb una capacitat per a 10.000 espectadors.
D'estil brutalista, té una estructura formada per vuit arcs triarticulats de formigó armat, en secció de doble T, que cobreixen una llum de 65 m i s'amaguen sota el sostre de plaques de formigó i de fusta. L'horitzontalitat de l'edifici té el seu contrapunt en una airosa torre de comunicacions feta amb pedra rogenca, a mode de campanar.
Fou l'únic pavelló d'esports d'aquestes característiques que va tenir la ciutat fins al 1971, quan el FC Barcelona inaugurà el Palau Blaugrana. A la dècada del 1980 es convertí en seu permanent de la Secció de bàsquet del RCD Espanyol. El 1986 fou remodelat per l'arquitecte Francesc Labastida per a la realització dels partits del Grup E del Campionat mundial de bàsquet d'aquell mateix any, i la capacitat reduïda a 6.800 localitats en posar-hi seients individuals.
A principis de la dècada del 1990, la seva activitat va disminuir, primer per la desaparició de la secció de bàsquet del RCD Espanyol i posteriorment per la inauguració del Palau Sant Jordi, que va esdevenir la seu principal dels esdeveniments esportius i musicals de la ciutat. Durant els Jocs Olímpics d'Estiu de 1992 fou la seu de la competició de gimnàstica rítmica i de la fase preliminar de la competició de voleibol.
A mitjans de la dècada de 1990, deixà d'acollir esdeveniments esportius per a centrar-se en els musicals i teatrals, i finalment, l'any 2000 va ser remodelat amb la instal·lació d'un escenari longitudinal de 20 m d'amplada, 16 m d'alçada i 16 m de fondària, apte per a grans escenografies, i una platea inclinada, amb una capacitat entre 2.500 i 3.000 localitats, amb el nom de Barcelona Teatre Musical. En reformes posteriors, l'aforament es va reduir a 1.850 localitats, i actualment, l'edifici està en desús.

## Esdeveniments celebrats

### Esportius
- 1955: II Jocs Mediterranis.
- 1969: final de la Copa d'Europa de bàsquet, en la qual el CSKA de Moscou derrotà el Reial Madrid per 103-99.
- 1973: Fase final del Campionat d'Europa de bàsquet masculí
- 1986: Fase prèvia i semifinals del Campionat mundial de bàsquet
- 1992: Jocs Olímpics d'Estiu. Competició de gimnàstica rítmica i fase prèvia de la competició masculina de voleibol.

### Musicals
- 1976 (15, 16 i 17 de gener): Concerts de Lluís Llach poc després de la mort del dictador Franco[5]
- 1981 (21 d'abril): Concert de Bruce Springsteen, en el marc de la seva gira The River.
- 1988 (22 de març): Concert de Supertramp, en el marc de la seva gira 1988 World Migration.
- 1990 (21 de maig): Concert de Phil Collins, en el marc de la seva gira Seriously, Live! World Tour.
- 1991 (31 d'octubre): Concert de Héroes del Silencio.
- 1991 (14 de novembre): Concert de The Cult, en el marc de la seva gira Cerimonial Stomp'91.
- 1992 (7 d'abril): Concert de Joe Cocker.
- 1994 (9 de febrer): Concert de Nirvana.
- 1996 (1 de juny): Concert de Héroes del Silencio.
- 1999 (22 d'abril): Concert de Bob Dylan.The Chemical Brothers. 7.702 espectadors[6]
- 2000 (abril): Concert de The Cure.
- 2000 (12 de maig): Concert de Tom Jones. 8.000 espectadors.
- 2000 (30 de maig): Concert de Sting. 8.000 espectadors.
- 2009 (13 de juny): Concert de Jonas Brothers